# Авгеринос
Авгеринос, още Костанско, Костанджик или Костаджик (на гръцки: Αυγερινός, Авгеринос; до 1927 Κωνστάντσικον, Констанцикон), е село в Южна Македония, Република Гърция, дем Горуша (Войо), част от административната област Западна Македония.

## География
Селото е разположено на 1050 m надморска височина, в източното подножие на планината Горуша (Войо), на около 30 km югозападно от град Неаполи (Ляпчища) и около 20 km западно от Цотили.

## История

### В Османската империя
Край Авгеринос има останки от 7 стари селища: Баз (Μπάζ), Каливия (Καλύβια), Цатив (Τσατίβ), Зялц (Ζιάλτς), Черниш (Τσέρνις), Калогерица (Καλογέριτσα) и Концко (Κοντσκό).
В края на XIX век Костанско е гръцко село в Населишка каза на Османската империя. Селската църква „Света Параскева“ е от 1867 година. Александър Синве („Les Grecs de l’Empire Ottoman. Etude Statistique et Ethnographique“) в 1878 година пише, че в Костанчикон (Costantchikon), Сисанийска епархия, живеят 900 гърци. Според Васил Кънчов („Македония. Етнография и статистика“) в 1900 година в Костанско (Констнаджикъ) живеят 850 гърци християни.
На Етнографската карта на Битолския вилает на Картографския институт в София от 1901 година Констанджик е чисто гръцко село в казата Населица на Серфидженския санджак със 160 къщи.
В началото на XX век селото е под върховенството на Цариградската патриаршия. По данни на Димитър Мишев („La Macédoine et sa Population Chrétienne“) в Kostanjik има 800 гърци патриаршисти.
Според статистика на Серфидженския санджак на гръцкото консулство в Еласона от 1904 година в Констанцико (Κωνστάντσκο), Населишка каза, живеят 615 гърци елинофони християни.
В 1907 година е построена църквичката „Свети Атанасий“.
Към 1912 година в Костанско действа четата на капитан Коста Грудас.

### В Гърция
През Балканската война в 1912 година в селото влизат гръцки части и след Междусъюзническата в 1913 година Костанско остава в Гърция. Първото гръцко преброяване показва 1021 жители. През 1927 година то е преименувано на Авгеринос. В 1928 година има 882 жители, от които 6 гърци бежанци.
Населението традиционно произвежда жито, картофи и други земеделски продукти, като се занимава и със скотовъдство.
В 1961 година е построена църквата „Света Троица“.
| Име               | Име        | Ново име    | Ново име    | Описание                           |
| ----------------- | ---------- | ----------- | ----------- | ---------------------------------- |
| Корньогос         | Κοργιόγκος | Пурнари     | Πουρνάρι    | връх на Ю от Авгеринос (1139 m)    |
| Ибраим            | Ίμπραήμ    | Рахи        | Ράχη        | връх на ЮЗ от Авгеринос (1175,4 m) |
| Джурджово         | Τζούρτζοβο | Дасотон     | Δασωτόν     |                                    |
| Баджи             | Μπάτζι     | Килада      | Κοιλάδα     |                                    |
| Бабя или Бобя     | Μπόμπγια   | Ласпорема   | Λασπόρεμα   | река на И от Авгеринос             |
| Цимека или Цумека | Τσουμέκα   | Мегали Рахи | Μεγάλη Ράχη | връх на СЗ от Авгеринос (1198 m)   |

Между Авгеринос и Витос (Долос), край Праморица, в местността Панайопула се намира красивият и колоритен параклис „Света Богородица“.
Малката църква „Свети Николай“ е построена в 2000 година. В местността Бадзи има малка църква „Свети Илия“.
| Година    | 1913 | 1920 | 1928 | 1940 | 1951 | 1961 | 1971 | 1981 | 1991 | 2001 | 2011 | 2021 |
| --------- | ---- | ---- | ---- | ---- | ---- | ---- | ---- | ---- | ---- | ---- | ---- | ---- |
| Население | 1201 | 702  | 882  | 975  | 713  | 704  | 461  | 444  | 414  | 386  | 236  | 138  |

## Личности
Родени в Авгеринос
- Йоанис Тарис (1885 – 1968), гръцки учен и просветен деец

Починали в Авгеринос
- Николаос Вензос (Νικόλαος Βένζος, ? – 1906), гръцки андартски деец, родом от Дякос[21]